# Bolesław Bielawski

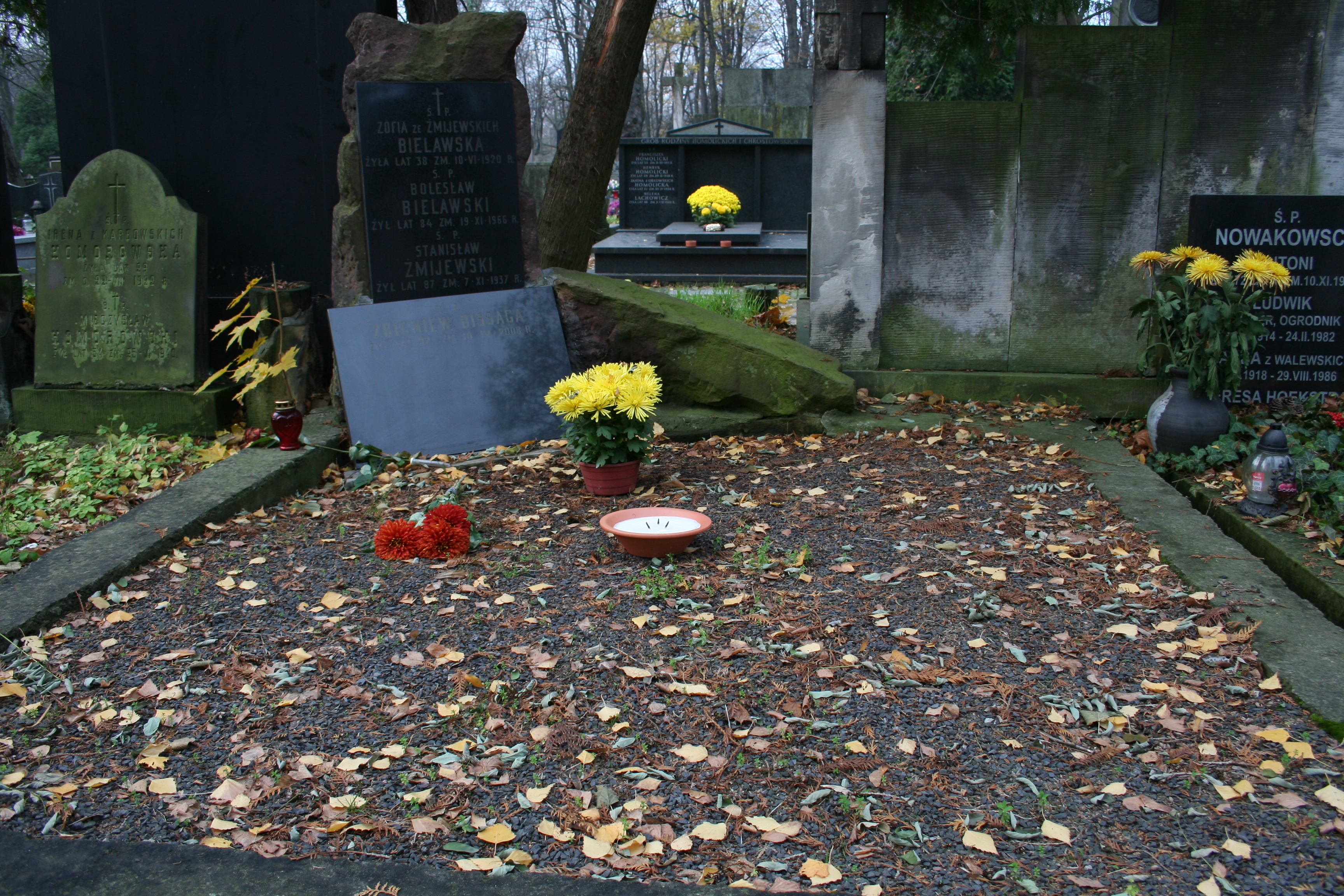
Grób Bolesława Bielawskiego na warszawskim cmentarzu Powązkowskim

Bolesław Bielawski (ur. 25 maja 1882 w Koroczy, zm. 19 listopada 1966 w Sopocie) – adwokat, senator I kadencji w latach 1922–1927, członek Trybunału Stanu.

## Życiorys
Urodzony w kresowej rodzinie Artura, lekarza, i Marii z Kunaszewskich, która zajmowała się domem.
Po 1900 roku był członkiem Ligi Narodowej. Studiował prawo na Uniwersytecie Kijowskim w latach 1900–1905. Po studiach aplikował u adwokata Aleksandra Daszkiewicza i pracował jako pomocnik radcy prawnego Kijowskiego Prywatnego Banku Komercyjnego. Od 1911 adwokat, specjalizował się w sprawach z zakresu prawa cywilnego.
W latach 1917–1919 członek kijowskiej Rady Adwokackiej. Od 1919 praktykował w Warszawie. Jego klientami byli m.in. Maurycy Zamoyski dla którego Bielawski przeprowadził operację oddłużania ordynacji a także rodzina Radziwiłłów w procesach o ordynacje nieświeską i ołycką.
Zasiadał w Senacie pierwszej kadencji jako członek klubu Związku Ludowo-Narodowego. Według współczesnych informacji należał jako senator do tajnego sprzysiężenia faszystowskiego Zakon Rycerzy Prawa, założonej po zabójstwie prezydenta Gabriela Narutowicza, której celem było przeprowadzenie przewrotu na wzór włoski. 
Jako członek Trybunału Stanu uczestniczył w sprawie Czechowicza.
W latach 1930–1931 był prezesem Naczelnej Rady Adwokackiej. Przewodniczył także Zarządowi Głównemu Związku Adwokatów Polskich.
Od 1941 do 1945 był prezesem Tajnej Naczelnej Rady Adwokackiej, funkcjonującego w podziemiu organu samorządu zawodowego adwokatów. W czasie okupacji za sprzeciwianie się usuwaniu z pracy adwokatów–Żydów, został usunięty z adwokatury.
Pod koniec II wojny światowej był kandydatem narodowców na następcę Prezydenta RP Władysława Raczkiewicza, ale odmówił opuszczenia kraju.
Tuż po wojnie, przez krótki czas, kontynuował praktykę adwokacką.
Zmarł w Sopocie. Pochowany na cmentarzu Powązkowskim w Warszawie (kwatera 221-5-5,6).